# ウォルター・ワン
ウォルター・ワン（Walter One, Walter1）、通称ウォルター（Walter）は、『エイリアン』フランチャイズに登場し、マイケル・ファスベンダーが演じる架空のキャラクターである。彼は同じくファスベンダーが演じたデヴィッド8のカウンターパートである。彼は映画『エイリアン: コヴェナント』（2017年）とそのノベライズ版、そして複数のプロモーション用短編映画に登場した。

## 背景

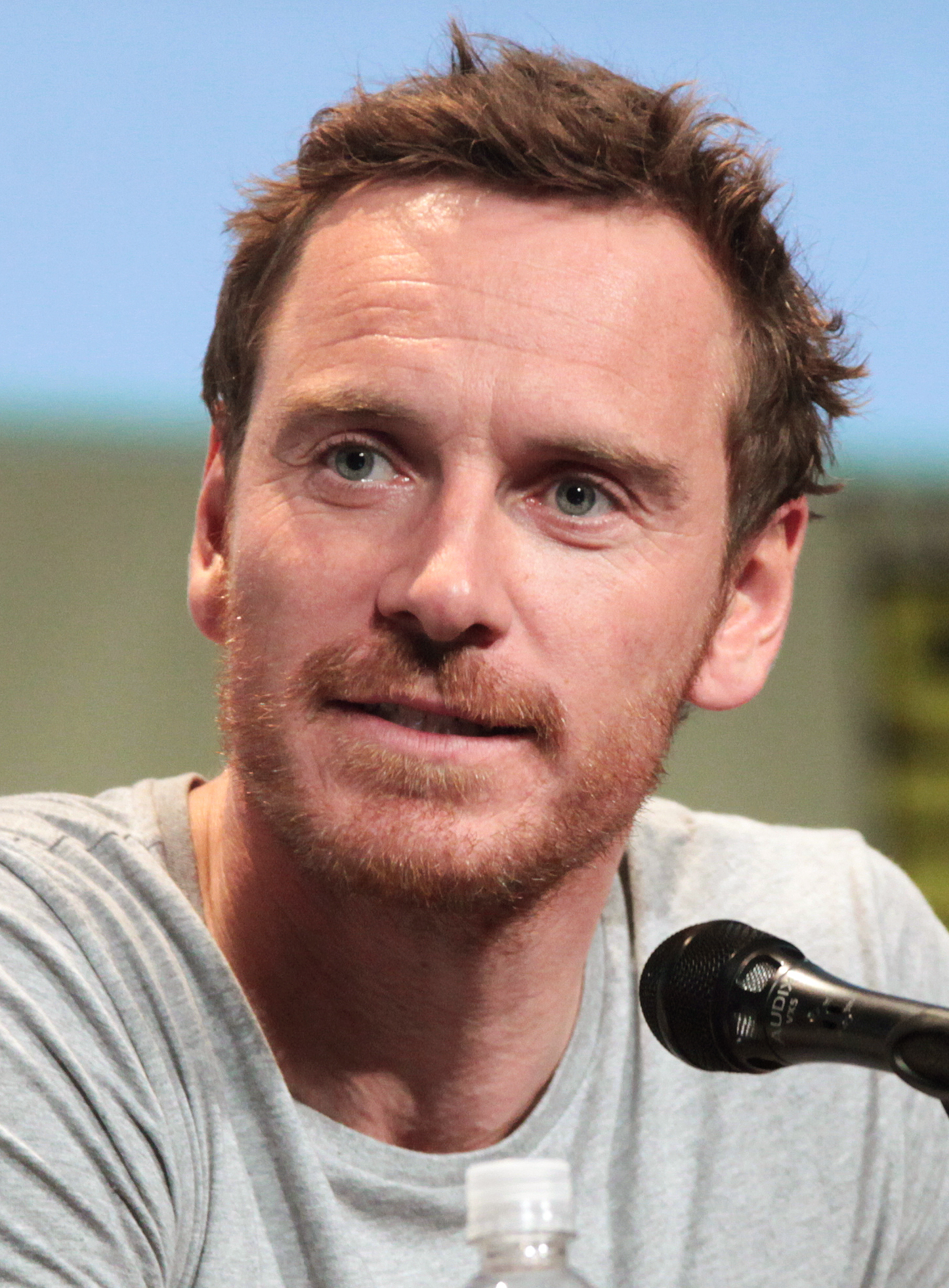
ウォルターは敵対するアンドロイドのデヴィッド役でもあるマイケル・ファスベンダーが演じた。

『エイリアン』フランチャイズのこれまでのアンドロイドは、アッシュ（Ash）、ビショップ（Bishop）、コール（Call）、デヴィッド（David）とアルファベット順で命名されてきたが、監督のリドリー・スコットは新キャラクターを『エイリアン』のプロデューサーのウォルター・ヒルにちなんでウォルター（Walter）と名付けた。キャラクターはイギリス訛りのデヴィッドと区別するためにアメリカ訛りにされた。
このキャラクターは2017年3月に公開された、架空のウェイランド・ユタニ社の広告として作られた短編映画で初登場した。このプロモーションには「MeetWalter.com」へのリンクが含まれており、そこでこのキャラクターに関する作品世界内の情報が提供された。

## 作中の歴史
ウォルター・ワンは、デヴィッド8モデルが「人間らしすぎる」とされた後に改良された改良されたアンドロイドとして設計された。予告編や映画のプロモーション・ウェブサイトによると、彼は「AMDのRyzenとRadeon Instinctの技術」を搭載しており、顧客ごとにパーソナライズが可能であるとされる。
ウォルターはコールドスリープしているカップルをオリガエ-6まで運ぶ入植船コヴェナント号の監視と保守を任されている。船がニュートリノバーストに襲われると、ウォルターは14人の人間の乗組員を目覚めさせる。乗組員たちは、居住可能とみられる近くの惑星からの救難信号を受信し、着陸を決める。惑星では数人の乗員がネオモーフに襲われるが、デヴィッド8に助けられ、エンジニアの寺院へと連れられる。
寺院でウォルターは、解剖されたエリザベス・ショウの遺体を発見する。これはデヴィッドが完璧な生物の設計するための材料として使ったのもだった。ウォルターはデヴィッドと対峙し、フルートで首を損傷させられる。しかしながら旧型のデヴィッドとは異なり、ウォルターは高度なシステムによる治癒能力を持つ。彼は仲間のダニエルズを襲うデヴィッドに追いつき、2体のアンドロイドが戦う中、彼女は逃げ出す。最終的にデヴィッドが勝利し、ウォルターになりすます。ウォルターが永続的な損傷を負っているのか、また回復できるのかは描写されていない。

## 評価
ファスベンダーによるウォルターとデヴィッドの演技派高く評価された。『シネマ・ブレンドのグレゴリー・ウェイクマンは、「マイケル・ファスベンダーはウォルターとデヴィッドの二役で再び観客を魅了した。我々が目にするものは型破りだが、それでも常に目を引く。まったく異なる性格を持つ2体のアンドロイドのやりとりは、アイルランド人によって完璧に演じられており、良い意味でも悪い意味でも、本当に奇妙だ」と評した。
『ハリウッド・リポーター』誌はアーロン・カウチは、デヴィッドとウォルターのやりとりは同性愛的である可能性があると指摘した 。また別の批評では彼らの関係は「完全に同性愛的」と評された。『RogerEbert.com』のマット・ゾラ―・ザイツは、「デヴィッドとウォルターの関係は、『コヴェナント』を他のすべての『エイリアン』映画と区別するものだ」と評した。

## 登場作品
- Alien: Covenant – Meet Walter (2017)
- エイリアン: コヴェナント Alien: Covenant (2017)
- エイリアン: コヴェナント Alien: Covenant (2017、ノベライズ)[15]